# カヴァラ (原子力潜水艦)
|           |                                   |
| 艦歴      |                                   |
| 発注:     | 1968年7月24日                     |
| 起工:     | 1970年6月4日                      |
| 進水:     | 1972年2月19日                     |
| 就役:     | 1973年2月9日                      |
| 退役:     | 1998年3月30日                     |
| 除籍:     | 1998年3月30日                     |
| その後:   | 原子力艦再利用プログラム          |
| 性能諸元  |                                   |
| 排水量:   | 基準：4,193トン、 満載：4,498トン |
| 全長:     | 90.8 m (298 ft)                   |
| 全幅:     | 9.7 m (32 ft)                     |
| 吃水:     | 8.8 m (29 ft)                     |
| 機関:     | S5W reactor                       |
| 最大速:   | 25 ノット                         |
| 乗員:     | 士官12名、兵員98名                |
| 兵装:     | 21インチ魚雷発射管4基             |
| モットー: | Any Mission, Any Time             |

カヴァラ (USS Cavalla, SSN-684) は、アメリカ海軍の原子力潜水艦。スタージョン級原子力潜水艦の35番艦。艦名はケープコッドからラプラタ川にかけての南北アメリカ東部海岸沖合の海域に生息するアジ科 (ギンガメアジ属 Caranx、ヨロイアジ属 Carangoides) 、サバ科 (サバ属 Scomber)などの鹹水魚に因む。その名を持つ艦としてはガトー級潜水艦33番艦(SS/SSK/AGSS-244)以来2隻目。

## 艦歴
カヴァラの建造は1968年7月24日にコネチカット州グロトンのジェネラル・ダイナミクス、エレクトリック・ボート社に発注される。1970年6月4日に起工し、1972年2月19日にプライス夫人（下院議員メルビン・プライスの妻）が命名、進水し、1973年2月9日に艦長ブルース・デマーズ中佐の指揮下就役した。
1980年中頃にカヴァラは新たな母港の真珠湾に向かう。太平洋艦隊潜水司令部指揮下の第1潜水戦隊に所属し、カヴァラの活動範囲は大西洋、太平洋、インド洋、北極海と地球全体に及んだ。
カヴァラは姉妹艦と比べる多くの点でユニークであった。1983年にドライデッキ・シェルターが装着され、同装備を運用する初の艦となった。ドライデッキ・シェルターは艦の後部に取り付けられ、特殊部隊の水中活動が可能となった。1995年には民間科学調査のため北極海へ向かった。1996年には海上自衛隊と共同で深海救難艇 (Deep Submergence Rescue Vehicle, DSRV) の運用試験を行っている。
カヴァラは1998年3月30日に退役し、同日除籍された。その後ワシントン州ブレマートンで原子力艦再利用プログラムの下に解体が始まり、2000年11月17日に作業は完了した。